# 休密
休密（きゅうみつ）は、大夏時代に存在した五翕侯の一つで、現在のアフガニスタンに位置していた。その首都は和墨城にあったが、紀元前30年から紀元前80年の間に、他の三部翕侯と共にインドのクシャーナ朝によって滅ぼされた。

## 概要
別称が非常に多く、『漢書』や『後漢書』に記されている「休密」は、文献ごとに異なる名称で表記されている。例えば、『梁書』西北諸部では「胡密丹」、『洛陽伽藍記』では「缽和」、『魏書』では「伽倍国」、『続高僧伝』では「達摩悉須多」、『大唐西域記』では「達摩悉鉄帝」、『悟空行記』では「護密」、『往五天竺国伝』では「胡密」とされている。また、「護密国」「護密多国」「鑊密国」「鑊侃国」などの呼び名も存在した。
休密は、パミール高原に位置し、仏教を信仰していた小国であり、現在のアフガニスタンのワハーン地域に該当する。初めの都城は昏馱多城（現在のアフガニスタン、カーブル北東部のワハーン）に置かれていたが、その後、伊塞迦審城（現在のアフガニスタン、カーブル北東部、パンジ川西岸のイシュカーシム）に移転した。唐の中宗の治世の神龍元年（705年）には、この地域に鳥飛州都督府が設置され、行政の一端を担う重要な地域となった。